# Aleksander Mantasjev
Alexander Mantasjev (Aleksandr Mantashjanc), född 1842 i Tiflis (idag Tbilisi), död 19 april 1911, var en armenisk oljemagnat och filantrop. 
Mantasjev investerade i oljefyndigheter i Baku-området och blev förmögen genom oljeindustrin. Han donerade bland annat pengar till en skola.